# Lithidiidae
Famille
Les Lithidiidae sont une famille d'insectes orthoptères.

## Distribution
Les espèces de cette famille se rencontrent en Afrique australe.

## Liste des genres
Selon Orthoptera Species File (22 juillet 2018) :
- Eneremius Saussure, 1888
- Lithidiopsis Dirsh, 1956
- Microtmethis Karny, 1910

## Publication originale
- Dirsh, 1961 : A preliminary revision of the families and subfamilies of Acridoidea (Orthoptera, Insecta). Bulletin of the British Museum (Natural History) Entomology, vol. 10, p. 351-419.